# Sima de la Pedrera
La Sima de la Pedrera (le « gouffre de la Carrière ») est un site préhistorique situé dans la commune de Benicull de Xúquer (comarque de Ribera Baixa), dans la province de Valence, dans la Communauté valencienne, en Espagne. On y a trouvé des restes humains fossiles datés du Néolithique final, inhumés dans le gouffre avec leurs objets funéraires respectifs, caractéristiques de la Culture campaniforme.

## Historique
Le 17 novembre 1973, un groupe d'écoliers de Benicull de Xúquer, accompagnés par leurs professeurs, ont trouvé des artéfacts anciens dans le gouffre. Grâce aux enseignants, qui ont informé les autorités compétentes, le gouffre a pu être étudié par le préhistorien José Aparicio Pérez (es), du Service de recherches préhistoriques de Valence (es).

## Restes humains
On a trouvé à l'intérieur du gouffre des squelettes humains fossiles, qui avaient été déposés dans le gouffre depuis son ouverture zénithale. L'âge des individus au décès est estimé entre 7 et 12 ans. Les corps étaient dispersés dans le gouffre, ce qui laisse présumer une préférence pour les emplacements non encore utilisés. De telles pratiques funéraires sont documentées dans tout le Levant espagnol.

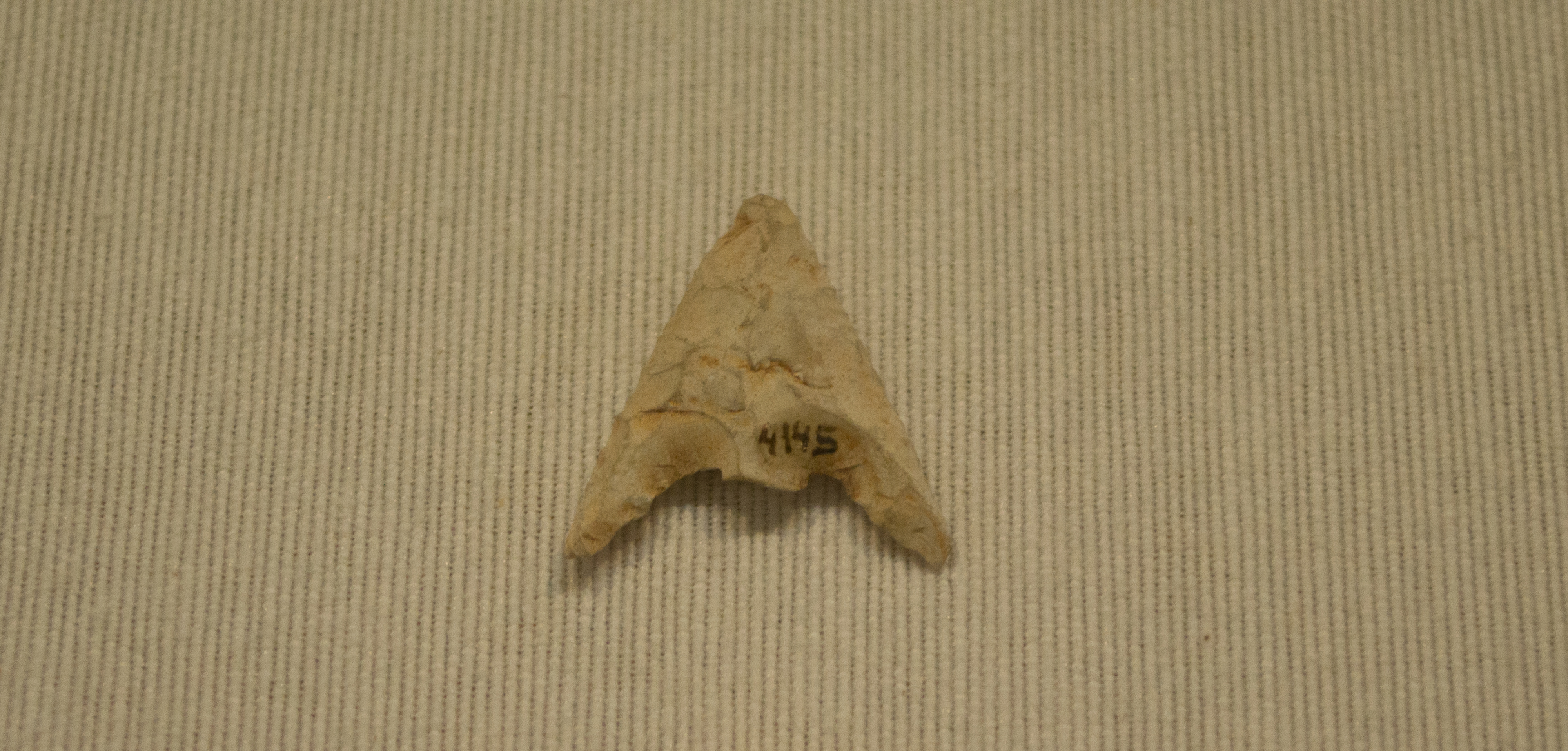
Pointe de flèche en silex

## Datation
Le site a été daté du Néolithique final, entre 2500 et 2100 av. J.-C., ce qui correspond à l'époque de la Culture campaniforme.

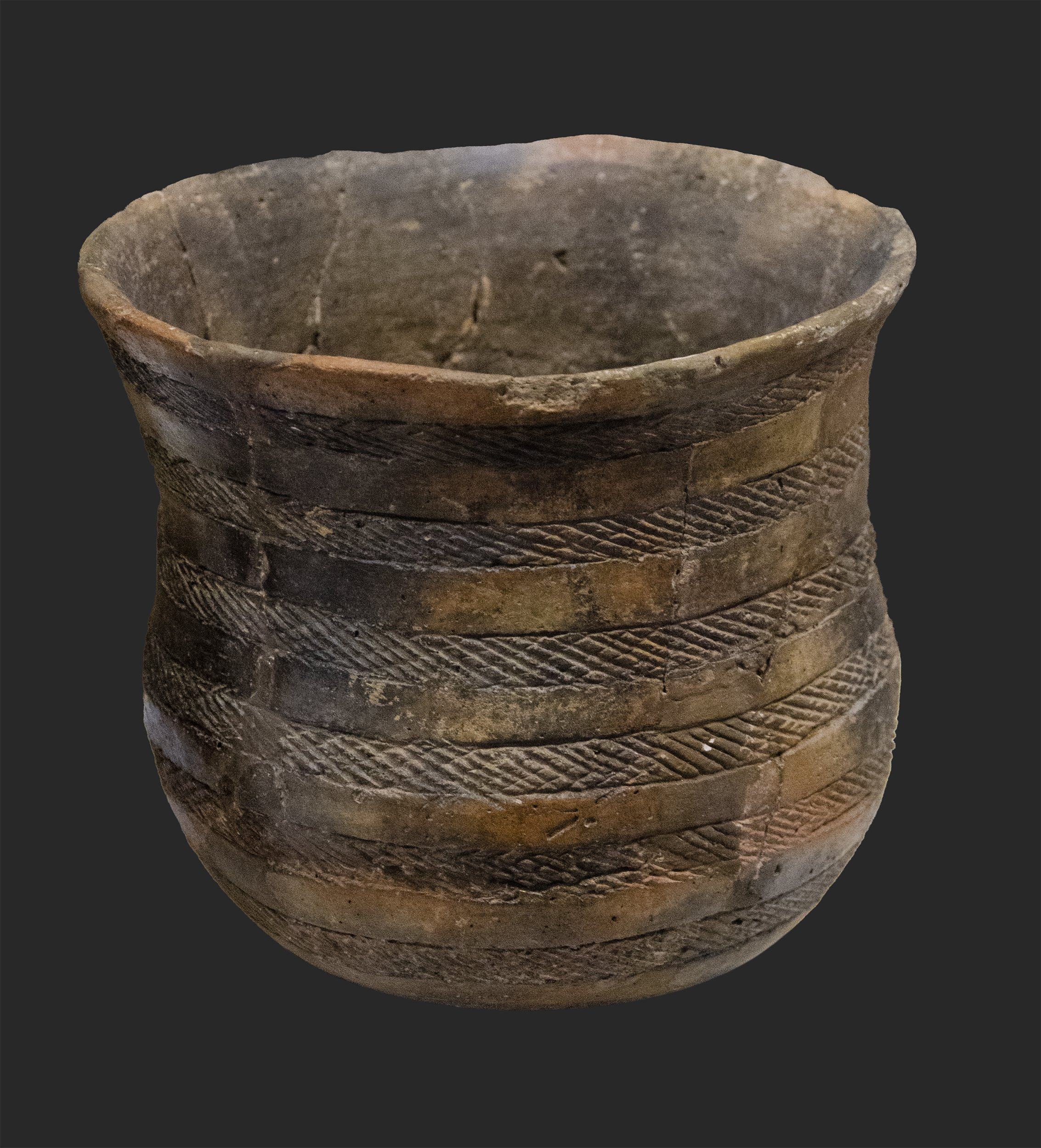
Vase campaniforme

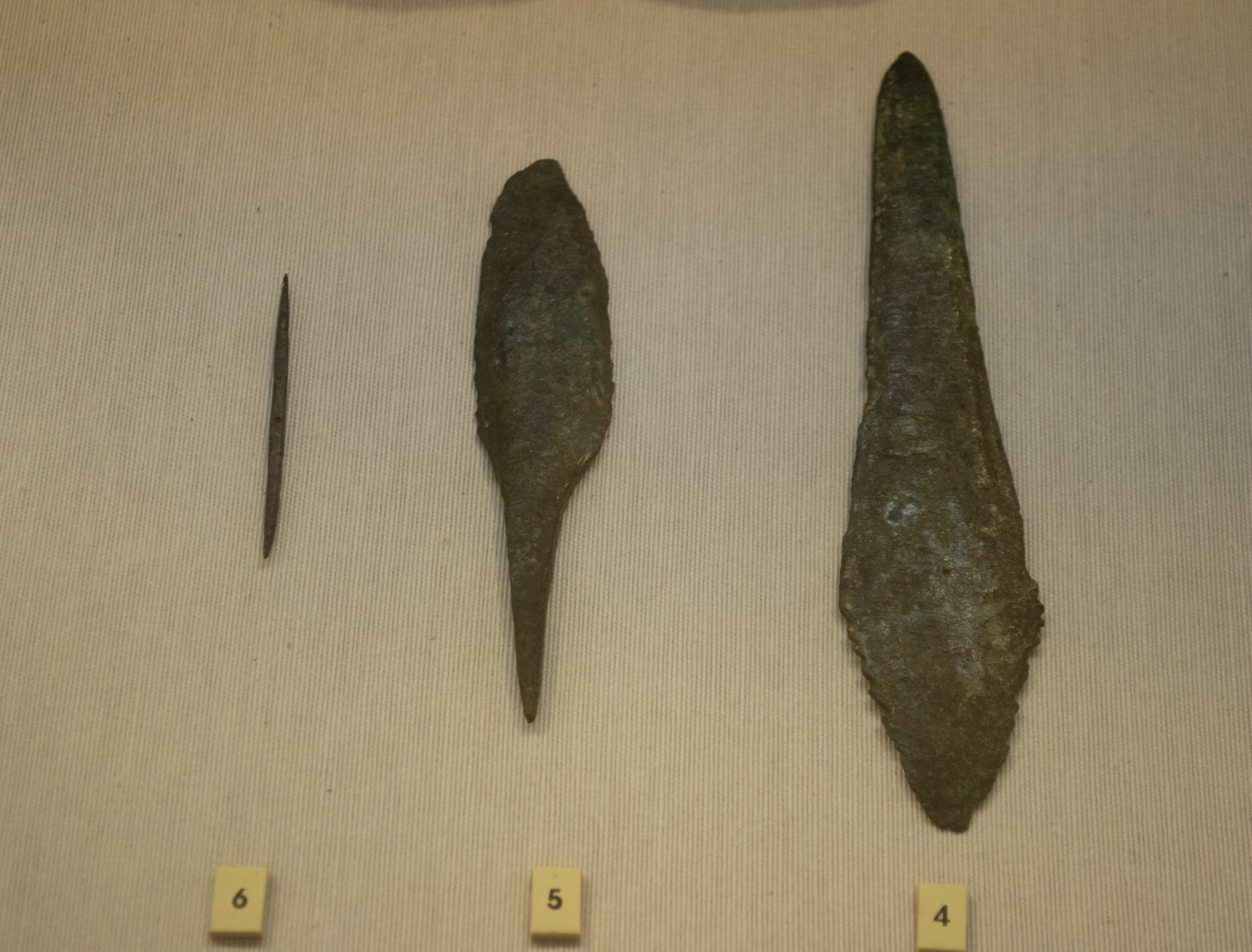
Dague de type Palmela et poinçon en cuivre

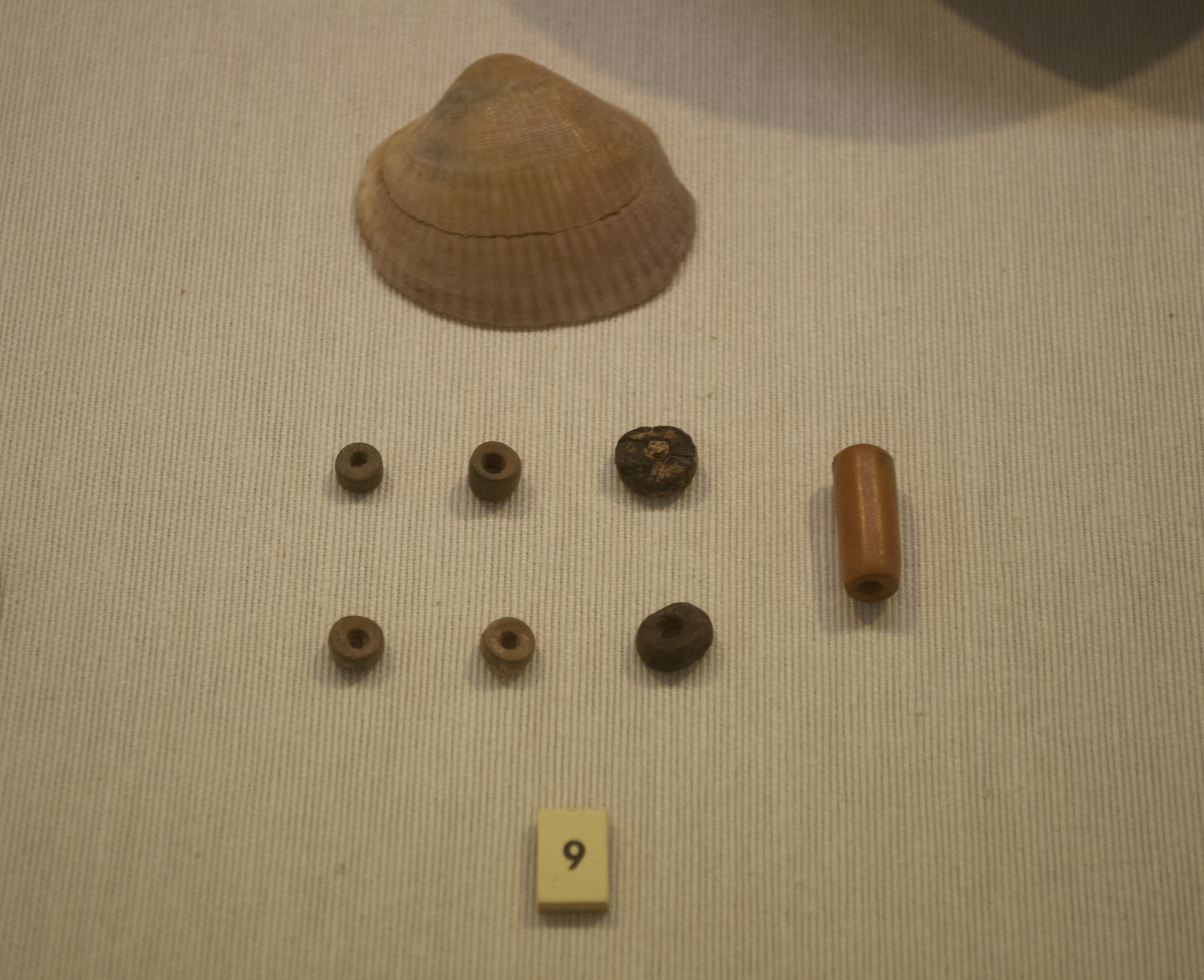
Perles et coquillage

## Vestiges archéologiques
Les restes humains étaient accompagnés d'un mobilier funéraire varié, composé à la fois d'objets en céramique et en métal, avec quelques outils en os. On peut notamment mentionner des fragments de vases campaniformes, dont deux presque complets, des bols, une dague en roseau (une pointe de Palmela (es)), une pointe de flèche taillée en silex, un poinçon en cuivre, des perles de collier, des boutons avec une perforation en forme de V, ainsi qu'un aiguille ou poinçon en os.
La liste qui suit a été établie par le professeur de préhistoire Joan Bernabeu Aubán.

### Céramique
- Vase en forme de cloche avec un profil lisse en forme de S et une base plate, à décor incisé.
- Récipient en forme de cloche avec un profil en forme de S et une base en omphalos.
- Bol hémisphérique avec base en omphalos. Décor en pointillé.
- Coupe hémisphérique à décor incisé en forme de cloche.
- Fragment galbé avec décor incisé en forme de cloche.
- Bol hémisphérique plat sans décoration.
- Bol hémisphérique à base d'omphalos et sans décoration.
- Bol hémisphérique plat sans décoration.
- Deux coupes globulaires sans décoration.

### Objets en métal
- Dague à large langue de cuivre dentelée.
- Pointe de Palmela en cuivre.
- Poinçon en cuivre à section carrée courte.

### Autres matériaux
- Deux boutons en ivoire, coniques avec perforation en V.
- Fragment de spatule osseuse à section plate.
- Collier de perles cylindriques en pierre rougeâtre (éventuellement en rhodonite).
- Cent trente-neuf perles discoïdales réalisées avec divers matériaux.
- Pointe de flèche avec des ailettes et un pédoncule en silex.
- Deux Conus et un Cypraea perforés.